# Cesare Tragella
Cesare Tragella (Trezzano sul Naviglio, 4 gennaio 1852 – Magenta, 8 maggio 1934) è stato un filosofo e presbitero italiano.

## Biografia

### I primi anni
Cesare Tragella nacque a Trezzano sul Naviglio nel 1852, figlio primogenito di Giovanni, medico chirurgo, e da Amalia Santagostino.
Dopo aver frequentato il collegio di Gorla Minore, frequentò il seminario maggiore di Milano e divenne sacerdote nel 1874, venendo destinato come coadiutore presso la parrocchia di Santa Maria Nuova di Abbiategrasso dopo che il padre dal 1867 era stato assunto presso le Pie Case degli Incurabili di quella città. Successivamente divenne dottore in teologia presso l'Accademia pontificia di Torino. Da questo momento si occupò molto di filosofia e di letteratura cattolica avvicinandosi molto ideologicamente alle posizioni dell'allora arcivescovo di Milano Luigi Nazari di Calabiana.
Furono questi gli anni inoltre che conobbe don Davide Albertario, proprietario e direttore de L'Osservatore Cattolico, al quale si legò molto a livello ideologico e per il quale scrisse diversi articoli che vennero pubblicati sul giornale.

### Le grandi opere a Magenta
Nel 1884 venne nominato parroco a Magenta, facendo il proprio ingresso il 12 giugno 1885 e qui si occupò subito delle esigenze pratiche della città, interessandosi animosamente alla vita politica del borgo. Nello stesso anno del suo ingresso nella nuova parrocchia fondò assieme al celebre professore di musica Luigi Valisi la Banda civica di Magenta che ancora oggi esiste. Nel 1893, prese parte alle esequie del maresciallo francese Mac Mahon che si svolsero in Francia, in rappresentanza della cittadinanza assieme al sindaco di Magenta. In questa occasione venne decorato con la croce di cavaliere dell'Ordine della Legion d'Onore. Tornato a Magenta, si prodigò per la raccolta dei fondi necessari alla realizzazione di un monumento alla memoria del maresciallo Mac Mahon che ancora oggi si trova nei pressi della stazione ferroviaria.
Nel 1898 svolse altri incarichi ufficiali di rappresentanza quando il governo austriaco lo incaricò di distribuire le onorificenze coniate dall'Impero in occasione dei cinquant'anni di regno dell'Imperatore Francesco Giuseppe d'Austria (il famoso Signum Memoriae) a quei cittadini del magentino che avessero combattuto a suo tempo nelle armate austriache. In quello stesso anno si preoccupò di muovere col comune una petizione popolare per la costruzione di una pensilina alla storica stazione ferroviaria di Magenta e riuscì a provvedere dei fondi per la costruzione di un ospizio per i vecchi

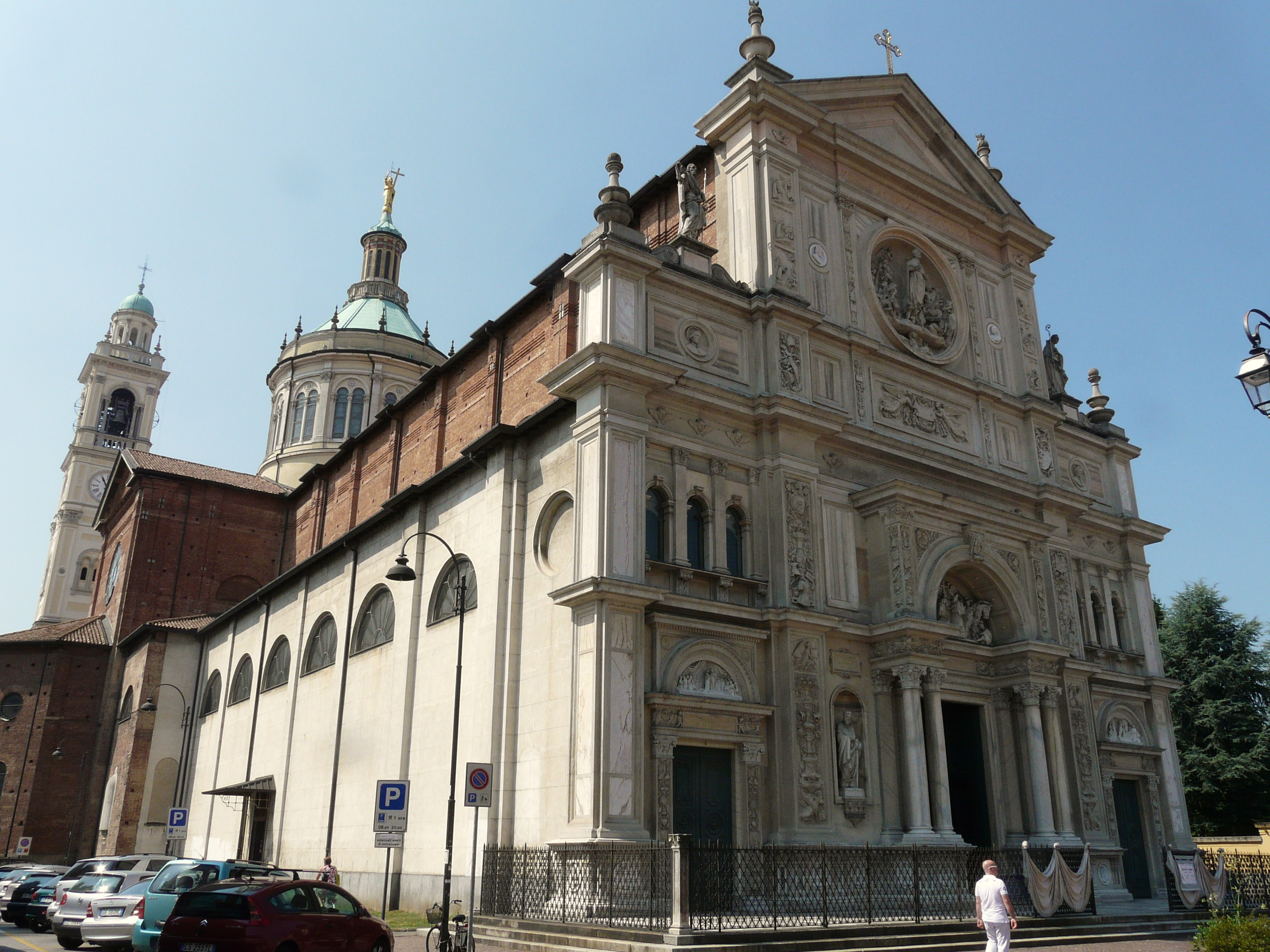
La Basilica Minore romana di San Martino di Magenta, fatta erigere su progetto dell'architetto Alfonso Parrocchetti, amico di don Cesare Targella

Sempre nel 1898, accogliendo le proposte dei fedeli, decise di costruire una nuova chiesa parrocchiale (successivamente elevata al titolo di Basilica Minore romana) che andasse a sostituire la piccola e antica chiesa di san Martino (che venne successivamente abbattuta). Egli stesso fu l'autore del nuovo progetto ispirato alle cattedrali rinascimentali e si occupò in esso di serbare la memoria storica degli eventi della battaglia di Magenta del 4 giugno 1859 con la costruzione di una cappella espiatoria all'interno della chiesa per accogliere le spoglie dei caduti. Quest'ultimo progetto non ebbe l'autorizzazione della curia milanese in quanto era ritenuto sacrilego porre delle ossa non appartenenti a santi o personalità venerate all'interno di un luogo di culto. L'idea del Targella era indubbiamente quella di accomunare tutti, vincitori e vinti, di fronte alla morte e ricordare nel contempo la necessità di non creare divisioni sociali dopo l'unità italiana. Il progetto della chiesa, ad ogni modo, venne concluso nel 1903 ed in quello stesso anno don Tragella poté inaugurare il nuovo tempio assieme all'ex vescovo di Vigevano, Giacomo Merizzi, e al vescovo ausiliare di Milano.
Al termine di questa grande epopea venne nominato Ufficiale dell'Ordine dei Santi Maurizio e Lazzaro e Cavaliere dell'Ordine della Corona d'Italia e nel 1910 lasciò Magenta per Inverigo cedendo il posto a don Domenico Bernareggi, fratello minore dell'allora vescovo di Bergamo, Adriano Bernareggi e poi, anche lui, divenuto Vescovo (ausiliare di Milano), salvo poi fare ritorno in città.
Nel 1908 fondò a Magenta il Forno Cooperativo Ambrosiano per combattere la cattiva nutrizione della popolazione e consentire di avere pane di ottima qualità anche nelle campagne, e a prezzi accessibili.

### Le accuse e gli ultimi anni travagliati

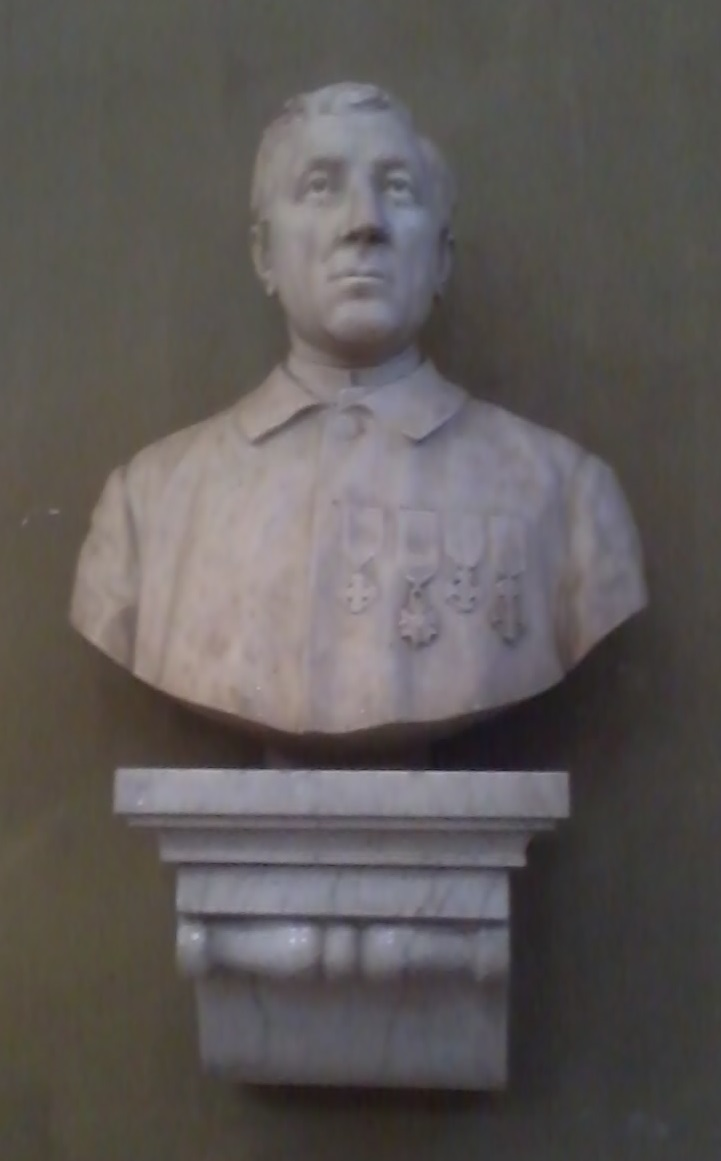
Busto di don Cesare Tragella nella Basilica di San Martino di Magenta

Malgrado la munifica opera sostenuta dal Tragella negli anni della sua direzione della parrocchia di Magenta, nel 1919, al termine del primo conflitto mondiale, venne accusato di appropriazione indebita di fondi appartenenti alla parrocchia di San Martino e di aver portato in fallimento la sua chiesa. Gli accusatori erano alcuni fabbricieri magentini e alcune tra le personalità di maggiore spicco nel paese come il commendatore Giovanni Giacobbe (direttore dell'Asilo e proprietario dell'omonima villa storica) ed il sindaco Giovanni Brocca il quale aveva avuto non pochi contrasti per le idee rivoluzionarie di don Tragella. Il sacerdote venne pertanto condannato alla pena di due anni e quattro mesi di prigione. Visto però il suo lodevole operato e la sua fama di filosofo e letterato, Vittorio Emanuele III di Savoia lo graziò con la commutazione della pena a due mesi di carcere da scontarsi nel carcere di San Vittore a Milano.
Dopo di questo, don Tragella visse per qualche tempo ospite del parroco di Margno in Valsassina per poi fare ritorno a Magenta.
Tornato nella sua ex parrocchia come residente nel 1920, gli venne impartito l'ordine di non occuparsi più della cosa pubblica, cosa non facile per un personaggio come lui. Con il nuovo parroco insorsero subito dei contrasti circa la gestione delle finanze della chiesa ed a questo punto, il 27 luglio 1923 gli giunse la sospensione ecclesiastica da parte della curia.
Ammirato dal popolo malgrado le peripezie della sua vita, Cesare Tragella si spense a Magenta l'8 maggio del 1934.